# Dolichopteryx longipes
Dolichopteryx longipes is een straalvinnige vissensoort uit de familie van hemelkijkers (Opisthoproctidae). De wetenschappelijke naam van de soort is voor het eerst geldig gepubliceerd in 1888 door Vaillant.